# Gottmik
Kade Gottlieb, plus connu sous le nom de scène Gottmik, est un artiste, drag queen et maquilleur américain principalement connu pour sa participation à la treizième saison de RuPaul's Drag Race.

## Jeunesse
Kade Gottlieb naît le 19 août 1996 à Scottsdale, en Arizona, et grandit dans une famille conservatrice. Il étudie dans une école catholique. Il découvre le transformisme à l'âge de dix-huit ans et commence une carrière dans la mode après le lycée en s'installant à Los Angeles, où il commence sa transition et développe ses talents de transformisme et de maquillage. Il obtient une licence en développement de produits au Fashion Institute of Design & Merchandising.

## Carrière
Kade Gottlieb commence sa carrière en tant que maquilleur. Il maquille notamment Cindy Crawford, Todrick Hall, Paris Hilton, Heidi Klum, Adam Lambert, French Montana et Tinashe, mais également d'anciennes candidates de RuPaul's Drag Race comme Alaska, Detox, Gia Gunn, Shangela, Violet Chachki et Willam Belli. Il travaille avec le magazine Gay Times et maquille Amanda Lepore et Pabllo Vittar.
En 2020, Kade maquille Lil Nas X en Nicki Minaj pour Halloween.
En janvier 2021, à l'occasion de sa participation à la treizième saison de RuPaul's Drag Race, il ouvre sa propre chaîne YouTube pour présenter des tutoriels de maquillage après être apparu sur celles de Gigi Gorgeous, Pearl et de World of Wonder. En avril de la même année, il apparaît sur la couverture du magazine Attitude.
En mars 2022, pour promouvoir la marque de maquillage R.E.M. Beauty de la chanteuse Ariana Grande, ils réalisent ensemble une vidéo sur la chaine Youtube de la marque.

### RuPaul's Drag Race
Le 9 décembre 2020, Gottmik est annoncée comme l'une des treize candidates de la treizième saison de RuPaul's Drag Race, devenant le premier homme transgenre à participer à l'émission.

## Vie privée
Kade Gottlieb est un homme trans : il se genre au masculin au quotidien, et au féminin en tant que drag queen.
En 2021, il est victime de commentaires transphobes de la part de Nina Bo'nina Brown, candidate de la neuvième saison de RuPaul's Drag Race, et reçoit le soutien de nombreuses candidates de la franchise, notamment Denali, Jan, ainsi que Bimini Bon Boulash et Crystal de RuPaul's Drag Race UK.
Gigi Gorgeous est l'une de ses meilleures amies : elle aide notamment à financer sa mastectomie bilatérale.

## Filmographie

### Télévision
| Année | Titre                                                   | Rôle     | Notes                                        | Ref.   |
| ----- | ------------------------------------------------------- | -------- | -------------------------------------------- | ------ |
| 2021  | RuPaul's Drag Race                                      | Lui-même | Saison 13 de RuPaul's Drag Race – Concurrent |        |
| 2021  | RuPaul's Drag Race: Untucked                            | Lui-même | Saison 13 de RuPaul's Drag Race – Concurrent |        |
| 2021  | RuPaul's Drag Race: Corona Can't Keep a Good Queen Down | Lui-même | —                                            | [ 11 ] |
| 2024  | RuPaul’s Drag Race                                      |          | Saison 9 de RuPaul’s All Stars               |        |

### Discographie
| Année | Titre                                | Artiste                                   | Album  | Ref.   |
| ----- | ------------------------------------ | ----------------------------------------- | ------ | ------ |
| 2020  | Condragulations (Cast Version)       | The Cast of RuPaul's Drag Race, Season 13 | Single | [ 12 ] |
| 2020  | Social Media: The Unverified Rusical | The Cast of RuPaul's Drag Race, Season 13 | Single | [ 13 ] |